# Carl Czerny

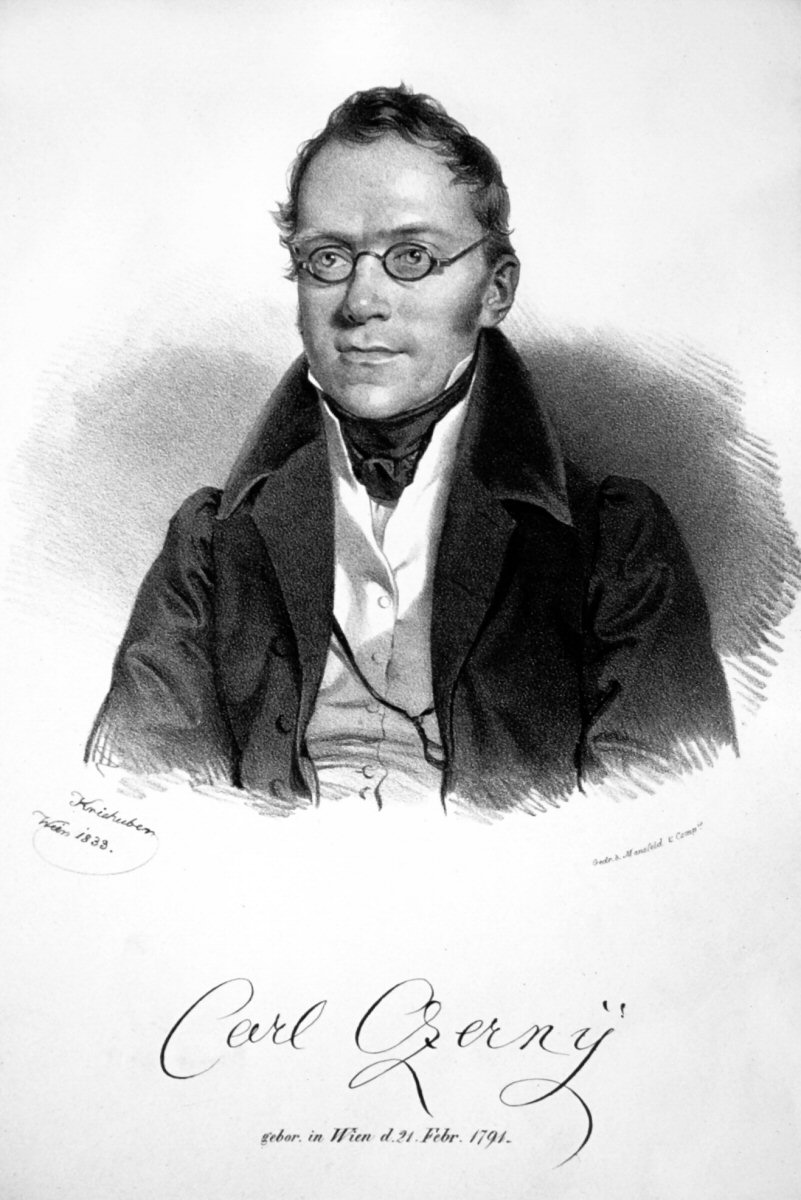
Carl Czerny, litografi av från 1833 av Josef Kriehuber

Carl Czerny, född 21 februari 1791 i Wien, Österrike, död 15 juli 1857 i Wien, var en österrikisk pianist, tonsättare och pianopedagog. 
Czerny studerade 1800-1803 pianospel för Beethoven. Czerny räknas som en av de mest betydelsefulla pianopedagogerna under 1800-talets första hälft, med elever som Franz Liszt, Theodor Kullak, Sigismund Thalberg och Theodor Leschetizky. Han har givit ut flera välkända etydsamlingar för piano, Die Schule der Geläufigkeit, Die Kunst der Fingerfertigkeit, Die Schule des Virtuosen med flera.
Asteroiden 6294 Czerny är uppkallad efter honom.